# Cloisonizm

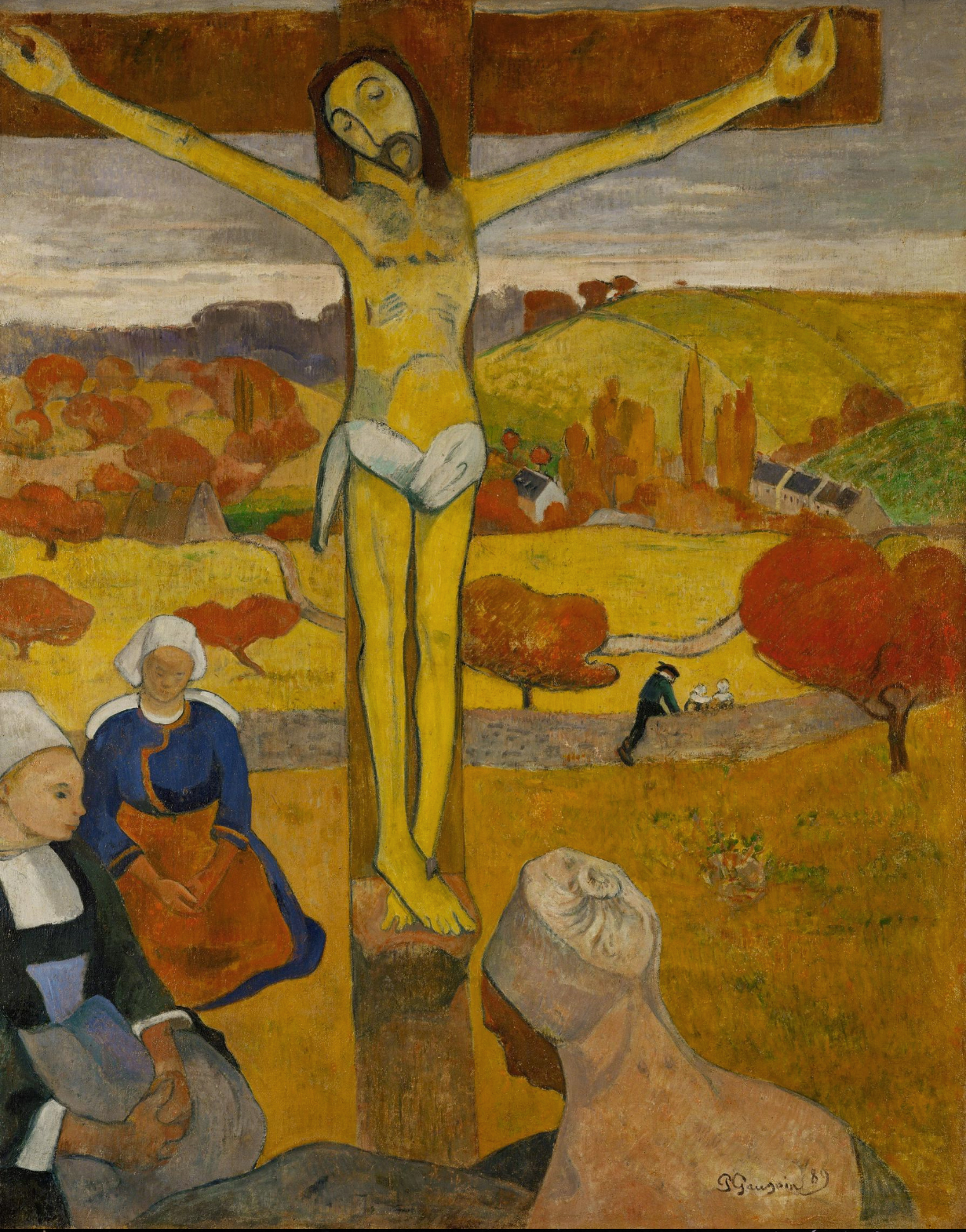
Żółty Chrystus Paula Gauguina

Cloisonizm (kluazonizm) – sposób malowania opracowany przez Louisa Anquetina, Émile’a Bernarda i Paula Gauguina, kontynuowany przez malarzy skupionych wokół szkoły z Pont-Aven. Polegał na stosowaniu plam o jednolitej barwie otoczonych konturem.
Nazwa wywodzi się od techniki zdobniczej cloisonné, polegającej na oddzielaniu elementów zdobniczych (np. szkła, kamieni szlachetnych itp.) za pomocą cienkich blaszek lub drutów, a utworzył ją Édouard Dujardin w 1888.